# El Sol de la Florida
El Sol de la Florida es un periódico hispano de Florida (EE. UU.) desde 1994, creado básicamente por dominicanos. Su distribución se realiza en las principales ciudades de Florida, tales como Miami, Fort Lauderdale, West Palm Beach, Pompano Beach, Kissimmee, Orlando, Tampa, Lakeland y Jacksonville, entre otras. La publicación corre a cargo de El Sol Media, Corp.

## Historia
El periódico fue fundado en el mes de junio del año 1994 por el periodista y economista Marcos A. Tejeda. La primera edición fue dada a conocer bajo el nombre de La Florida Empresarial, ya que el enfoque inicial era dirigir el periódico al sector financiero del estado. Varios meses después, tras la demanda de la comunidad y la necesidad de ampliar las informaciones, el consejo directivo evaluó el interés comunitario y reestructuró este medio para globalizarlo y enfocarlo a los mejores intereses de la comunidad. Surgió el nombre El Sol de la Florida, con una variedad de temas relacionados con la comunidad dominicana tanto de la República Dominicana como fuera de ella. El Sol de la Florida amplió su contenido incluyendo secciones de Política, Sociales, Farándula, Deportes, Viajes y Turismo, Economía, Opiniones, Salud, Bienes Raíces, etc. Hoy día, El Sol de la Florida tiene un formato bilingüe (inglés y español), en su edición impresa.

## Colaboradores
El Sol de la Florida se nutre de las plumas de un grupo de periodistas y colaboradores que a través de los años han moldeado el concepto del periódico con sus análisis e informaciones. Cada artículo está firmado bajo la responsabilidad de sus respectivos autores.

### Patrocinadores
Una de las fuentes económicas más importantes con las que cuenta El Sol de la Florida, es la de sus anunciantes y patrocinadores.
Miles de empresas nacionales e internacionales han utilizado el periódico como medio para dirigir su campaña publicitaria, como han sido los casos de Cerveza Presidente, Western Union, Pepsi Cola, Budweiser, McDonalds, Lotería de la Florida, American Airlines, PanAm Airlines, US Airways, entre otras grandes empresas.

## Circulación
Circula en las principales ciudades de la Florida, tales como Miami, Fort Lauderdale, West Palm Beach, Pompano Beach, Kissimmee, Orlando, Tampa, Lakeland y Jacksonville, entre otras. 

### Internet
El diario es uno de los primeros medios noticiosos dominicanos en la Red. Abrió su primera página digital en el año 1995 y desde entonces, ha sido un baluarte de la información llegando a lugares recónditos del planeta.